# Midnights
«Midnights» — десятий студійний альбом американської поп-співачки Тейлор Свіфт. Дата релізу 21 жовтня 2022 року на лейблі Republic Records. Він стане її першою новою роботою після Evermore (2020).. Свіфт анонсувала альбом 28 серпня на церемонії MTV Video Music Awards 2022. Зі слів Тейлор, «Midnights» був створений на основі її думок під час «безсонних ночей» і є концептуальним альбомом, який охоплює «подорожі через жахіття та солодкі сни».
Обкладинка альбому включає в себе список пісень на лицьовій стороні. Тейлор почала розкривати трек-лист 21 серпня 2022 році в серії відео Midnight Mayhem with Me на своїй сторінці в TikTok.

## Передісторія
Після суперечки про продаж авторських прав на її перших шість студійних альбовів, Тейлор оголисила про плани перезаписати ці альбоми, випустивши перші два, «Fearless (Taylor's Version)» та «Red (Taylor's Version)», в 2021 році та випуск короткометражного фільму на її 10 хвилинну версії пісні 2012 року «All Too Well». ЗМІ очікували що, Свіфт випустить свій третій перезапис.
|                                                                         | Ми не спимо в любові і страху, в сум'ятті і в сльозах. Ми дивимось на стіни і п'ємо поки вони не заговорять у відповідь. Ми скручуємося в саморобних клітках и молимося про те, щоб прямо в цю хвилину не здійснити яку-небудь фатальну помилку, яка змінить наше життя. Ця колекція музики, написаної серед ночі, подорожі крізь жахи та солодкі сни. Невзгоди, які ми долаємо, і демони, з якими стикаємося. Для всіх нас, хто метався, крутився і вирішив не виключати ліхтарі, вирушити на пошуки - в надії, що, може бути, коли годинник проб'є дванадцять... ми зустрінемо самих себе. |
| — Тейлор Свіфт, представила альбом Midnights в своїх соціальних мережах | |

28 серпня Тейлор отримала п'ять номінацій за корометражний фільм на церемонії MTV Music Video Awards 2022, вигравши три з них. В своїй промові, отримуючи «Відео року», вона оголосила про новий студійний альбом, дата виходу якого запланова на 21 жовтня 2022 року. Незабаром після цього на офіційному сайті Тейлор з'явився годинник з зворотнім відліком і фраза «Зустрінемось опівночі». Її соціальні мережі також були оновлені цією фразою. Деякі релізи Тейлор на Spotify отримали зміни в своїх обкладинках з візуальним зображенням того самого годинника, відраховуючих голини до півночі. В ту північ Тейлор оголисила назву свого десятого альбому Midnights та опублікувала обкладинку на своєму сайті та у всіх своїх соціальних мережах. Вона описала альбом як «13 безсоних ночей, розкиданих по моєму життю».

## Написання пісень та виробництво
16 вересня 2022 року Свіфт опублікувала в соцмережі TikTok відео, на якому був показаний процес запису альбому Midnights. В ньому були показані кліпи Свіфт і давнього соавтора Джека Антоноффа в студії звукозапису. Журнал Variety підтвердив, що Антонофф є продюсером альбому, також оголосив, що він може бути єдиним продюсером альбому Свіфт. Дует написав 11 з 13 пісень альбому разом, дві пісні — «Vigilante Shit» — Свіфт написала сама, а «Sweet Nothing» — з своїм хлопцем Джо Алвіном, відомий під псевдонімом Вільям Бауері. Крім того, серед соавторів Snow on the Beach вказана американська співачка Лана Дель Рей. Свіфт відмітила, що ненависть до себе та фантазії про помсту — дві з п'яти тем, які надихнули її на Midnights. Свіфт задумала початкову композицію «Lavender Haze», зустрівши фразу 1950-х років «in the lavender haze» в драматичному серіалі «Безумці», коли нею просто описували стан закоханості («…якщо ви були у лавандовому тумані, то це значило, що ви були у всеохоплюючему любовному сяйві»). Вона написала пісню про захист своїх романтичних стосунків з Джо Алвіном від непроханих коментарів в Інтернеті, таких як «дивні чутки» и «бульварна нісенітниця» і четвертий трек, Snow on the Beach про «закоханість в когось в той час, коли він закохується в тебе». В своєму третьому треку, який отримав назву «Anti-Hero», Свіфт докладно описала свою невпевненість в собі, наприклад, боротьбу с «небажанням відчувати себе особистістю».
Видання 3am Edition та Lavender Edition містять пісні, створені її продюсером альбомів Folklore и Evermore Аароном Десснером.

## Реліз та просування
Реліз Midnights вийшов 21 жовтня 2022 року. Перед релізом альбом також був доступний для попереднього замовлення на її сайті. У вересні стали доступні для предзамовлення три обмежені для видання кольорові вінилові пластинки, які відрізняються оформленням обкладинки, і Target-ексклюзивне видання, яке містить три бонус-трека. 21 вересня 2022 року Свіфт розмістила в TikTok повідомлення про початок щотижневого розміщення, опівночі, серії коротких видеороликів під назвою «Midnights Mayhem With Me». В відео вона використовує ігровий барабан с теннісними шарами, разкручуючи його і виймаючи по одному шару з номером трека Midnights, щоб розкрити їх назви один за другим. Першим відкриттям став тринадцятий трек «Mastermind». 23 вересня був об'явлений восьмий трек «Vigilante Shit», 26 вересня — трек номер 7, «Question…?», 28 вересня — трек номер 6, «Midnight Rain», 30 вересня — трек номер 2, «Maroon», 3 жовтня — трек номер 3 «Anti-Hero», 5 жовтня — трек 9 «Bejeweled», 6 жовтня — трек 11 «Karma», 7 жовтня — треки під номером 1 — «Lavender Haze», 5 — «You're On Your Own, Kid», 10 — «Labyrinth», 12 — «Sweet Nothing», 4 — «Snow On The Beach» за участі Лани Дель Рей.

## Обкладинка
Стандартне оформлення Midnights представляє мінімалістичну обкладинку. Вона надихалася старомодними обкладинками платівок, де пісні перераховані на лицьовій стороні обкладинки, На фотографії Тейлор, представленій на обкладинці, вона зображена з синіми тінями для повік, чорною підводкою для очей та свої фірменими червоними губами, спостерігаючи за мерхтливою запальничкою, яку вона тримає біля свого обличчя. Фотографію облямовує білий простір, на якому розташовані назва альбому та список пісень, виділені синім градієнтом. На обкладинці вінілового видання, розміщенною в її соціальних мережах, трек-лист розділений на сторону А та сторону Б, що вказує на двосторонній LP. На зворотньому боці стандартного і трьох альтернативних видань кожний зображує чверть сектора циферблату, зібрані разом та об'єднані з годинниковим механізмом, який продається окремо, вони утворюють діючий годинник.

## Музика та тексти
Стандартне видання Midnights складається з 13 треків. На делюксовому CD добавлені три бонусні песні, дві з яких — ремікси, а ексклюзивне видання для потокового мовлення під назвою Midnights (3am Edition) додає ще сім бонусних треків. Шість треків альбому позначені як відверті. Американська співачка Лана Дель Рей виконала вокал на четвертому треку «Snow on the Beach».

### Композиція
Midnights описаний як альбом який поєднує такі стилі як електроніка, дрім-поп, синті-поп и чілаут з елементами R&B. Свіфт відійшла від альтернативного фолк-звучання дисків Folklore і Evermore (2020), щоб створити експериментальний альбом з «альт-сінті» звуковим пейзажем. «Максималістичний мінімалізм» це звуковий фірмовий підпис Midnights, включаєч тонкі мелодії, підкреслені ритми, вінтажні синтезатори, запрограмовані біти, мелотрон, синтезатори Moog та Roland Juno-60, даунбіти. Також відзначалися електропоп та інді-поп. Вокал Свіфт зберігає тембр кантрі, але з ритмічними та розмовними каденціями. Іноді вокал піддається електронним маніпуляціям, що призводить до андрогінних і вокальних ефектів. Вплив хіп-хопу та репу також є у вокалі Свіфт в альбомі, включаючи внутрішні рими. Описуючи загальне звучання альбому, Paste сказав, що Midnights «досить легко переміщається між дискотекою та залитим місячним світлом бульваром», являючи собою яскраву поптроніку. The Line of Best Fit описує стиль запису як грайливий і приземлений.

### Тема
Журналісти описали Midnights як концептуальний альбом. Північ — ліричний мотив, що повторюється в музиці Свіфт, використаний у різних контекстах і точках зору в її альбомах. The A.V. Club заявив, що Midnights розширює художній мотив «до повноцінного альбому». На думку Rolling Stone, альбом «знаходиться між історією кохання та змовою помсти». NME та DIY вважають Midnights найвідвертішим альбомом Свіфт.

### Пісні
- «Lavender Haze» — ритмічна поппісня, силою якої є каламутний грув, фальцетний приспів, модульні синтезатори та бек-вокал Зої Кравіц. Це трек у стилі R&B, «емо-еротичний» про пильну увагу таблоїдів та чутки в Інтернеті, з якими стикаються Свіфт та Алвін.
- «Maroon» — це динамічна дрім-поп-пісня про «втрачений шанс на романтику», що викликає кілька конкретних спогадів.
- «Anti-Hero» — це пісня в стилі синті-поп, з впливом року 1980-х років, попрок пісня про ненависть до себе.
- «Snow on the Beach» — туманна дрім-поп-балада з бек-вокалом Дель Рей. Вона відсилає до пісні «All for You» (2001) Джанет Джексон.
- Пісня «You're on Your Own, Kid» починається з приглушеного інструментарію і переходить в крещендо. У ній розповідається про молоду Свіфт і про труднощі, з якими вона зіткнулася під час свого сходження до слави.
- У пісні «Midnight Rain» звучить приглушений хук, програмовані ударні та перкусія. У ньому згадується втрачений роман з участю людей, які мали різні цілі в житті.
- «Question …?» ставить риторичні питання про «розмиті» спогади.
- «Vigilante Shit» — це мінімально спродюсований трек з вируючими ритмами і синтезаторами, що вихруться. Це декларація помсти, націлена на ворога і закликає інших жінок робити те саме.
- У пісні «Bejeweled» Свіфт визнає свою самооцінку, а в її хуку звучать шиплячі синтезатори.
- «Labyrinth» — синті-поп композиція з електронними елементами, що скачуть.
- «Karma» — це грайлива пісня в стилі електроклеш з елементами нової хвилі, альтернативного попа та техно та комічним текстом. Одинадцятий трек, Karma, був названий продовжувачем фанатських теорій, які стверджували, що Karma — це альбом, який Свіфт планувала випустити в 2016 році, але відклала цю ідею і замість нього випустила шостий студійний альбом Reputation (2017), слово «karma» з'являється у тексті пісні «Look What You Made Me Do», лід-синглу Reputation, й у кліпі її сингл 2020 року «The Man».
- Використовуючи подвійний зміст, «Sweet Nothing» — це розкута, любовна пісня у супроводі саксофона та електричного фортепіано Це ода спокійним романтичним стосункам Свіфт всередині її будинку, на відміну її сум'ятливого зоряного життя зовні.
- Пісня «Mastermind» представляє альтернативний погляд Свіфт на доленосне кохання. Вона зізнається, що її «обачний підхід до попзірки проник у її любовне життя», на відміну тексту про долю в треку «Invisible String» з альбому Folklore. Це також кивок на власну «загадкову та макіавелістську» звичку Свіфт залишати «великодні яйця».

## Список пісень
| Midnights — Стандартне видання | Midnights — Стандартне видання                 | Midnights — Стандартне видання                                                              | Midnights — Стандартне видання |
| #                              | Назва                                          | Автор                                                                                       | Тривалість                     |
| ------------------------------ | ---------------------------------------------- | ------------------------------------------------------------------------------------------- | ------------------------------ |
| 1.                             | «Lavender Haze»                                | Taylor Swift, Jack Antonoff, Zoe Kravitz, Mark Anthony Spears, Jahaan Akil Sweet & Sam Drew | 3:22                           |
| 2.                             | «Maroon»                                       | Taylor Swift & Jack Antonoff                                                                | 3:38                           |
| 3.                             | «Anti-Hero»                                    | Taylor Swift & Jack Antonoff                                                                | 3:20                           |
| 4.                             | «Snow On The Beach» (при участі Лани Дель Рей) | Taylor Swift, Lana Del Ray & Jack Antonoff                                                  | 4:16                           |
| 5.                             | «You're on Your Own, Kid»                      | Taylor Swift & Jack Antonoff                                                                | 3:14                           |
| 6.                             | «Midnight Rain»                                | Taylor Swift & Jack Antonoff                                                                | 2:54                           |
| 7.                             | «Question...?»                                 | Taylor Swift & Jack Antonoff                                                                | 3:30                           |
| 8.                             | «Vigilante Shit»                               | Taylor Swift                                                                                | 2:44                           |
| 9.                             | «Bejeweled»                                    | Taylor Swift & Jack Antonoff                                                                | 3:14                           |
| 10.                            | «Labyrinth»                                    | Taylor Swift & Jack Antonoff                                                                | 4:07                           |
| 11.                            | «Karma»                                        | Taylor Swift, Jack Antonoff, Mark Anthony Spears, Jahaan Akil Sweet & Keanu Torres          | 3:24                           |
| 12.                            | «Sweet Nothing»                                | Taylor Swift & William Bowery                                                               | 3:08                           |
| 13.                            | «Mastermind»                                   | Taylor Swift & Jack Antonoff                                                                | 3:11                           |

| Midnights (3am Edition) | Midnights (3am Edition)         | Midnights (3am Edition) | Midnights (3am Edition) | Midnights (3am Edition) |
| #                       | Назва                           | Автор                   | Продюсери               | Тривалість              |
| ----------------------- | ------------------------------- | ----------------------- | ----------------------- | ----------------------- |
| 14.                     | «The Great War»                 | Свіфт Аарон Десснер     | Свіфт Десснер           | 4:00                    |
| 15.                     | «Bigger Than the Whole Sky»     | Свіфт Антонофф          | Свіфт Антонофф          | 3:38                    |
| 16.                     | «Paris»                         | Свіфт Антонофф          | Свіфт Антонофф          | 3:16                    |
| 17.                     | «High Infidelity»               | Свіфт Десснер           | Свіфт Десснер           | 3:51                    |
| 18.                     | «Glitch»                        |                         |                         | 2:28                    |
| 19.                     | «Would've, Could've, Should've» | Свіфт Десснер           | Свіфт Десснер           | 4:20                    |
| 20.                     | «Dear Reader»                   | Свіфт Антонофф          | Свіфт Антонофф          | 3:45                    |
| 69:20                   |                                 |                         |                         |                         |

| Делюкс видання Target (Lavander Edition) | Делюкс видання Target (Lavander Edition)  | Делюкс видання Target (Lavander Edition) |
| #                                        | Назва                                     | Тривалість                               |
| ---------------------------------------- | ----------------------------------------- | ---------------------------------------- |
| 14.                                      | «Hits Different»                          | 3:54                                     |
| 15.                                      | «You're On Your Own, Kid» (Strings Remix) | 3:20                                     |
| 16.                                      | «Sweet Nothing» (Piano Remix)             | 3:28                                     |
| 54:50                                    |                                           |                                          |